# Flemington Railway Station, Sydney
Flemington Railway Station är en järnvägsstation belägen i Flemington i New South Wales i Australien. Stationen öppnade 1884 och flyttades till dess nuvarande plats den 25 mars 1924.